# Большая Смата
Большая Смата (устар. Большая Смота) — река в России, протекает по Торопецкому району Тверской области и Локнянском районе Псковской области. Течёт на север. Притоки: Лубянка впадает справа у деревни Меньшово, Малая Смота впадает слева в 1,1 км от устья. Устье реки находится у деревни Серка в 244 км по правому берегу реки Ловать. Длина реки составляет 44 км. Площадь водосборного бассейна — 378 км².
В Торопецком районе на реке расположены деревни Уваровского сельского поселения: Сосонье, Меньшево(Меньшово), Попляхны. На территории Волокского сельского поселения того же района есть нежилая деревня Липовка.
В Локнянском районе у устья стоит деревня Серка Подберезинской волости.

## Данные водного реестра
По данным государственного водного реестра России относится к Балтийскому бассейновому округу, водохозяйственный участок реки — Ловать и Пола, речной подбассейн реки — Волхов. Относится к речному бассейну реки Нева (включая бассейны рек Онежского и Ладожского озера).
Код объекта в государственном водном реестре — 01040200312102000023117.